# Walzenwehr

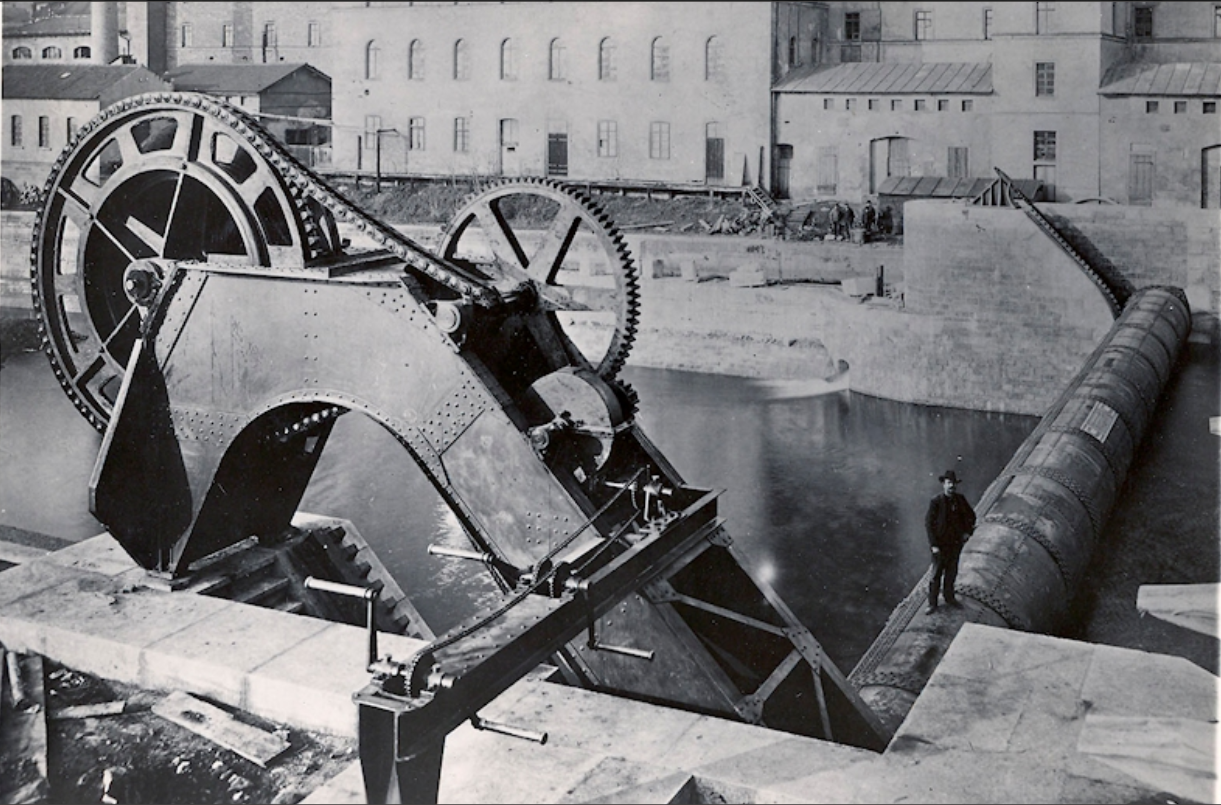
Erstes Walzenwehr der Welt von MAN 1903
am Main in Schweinfurt

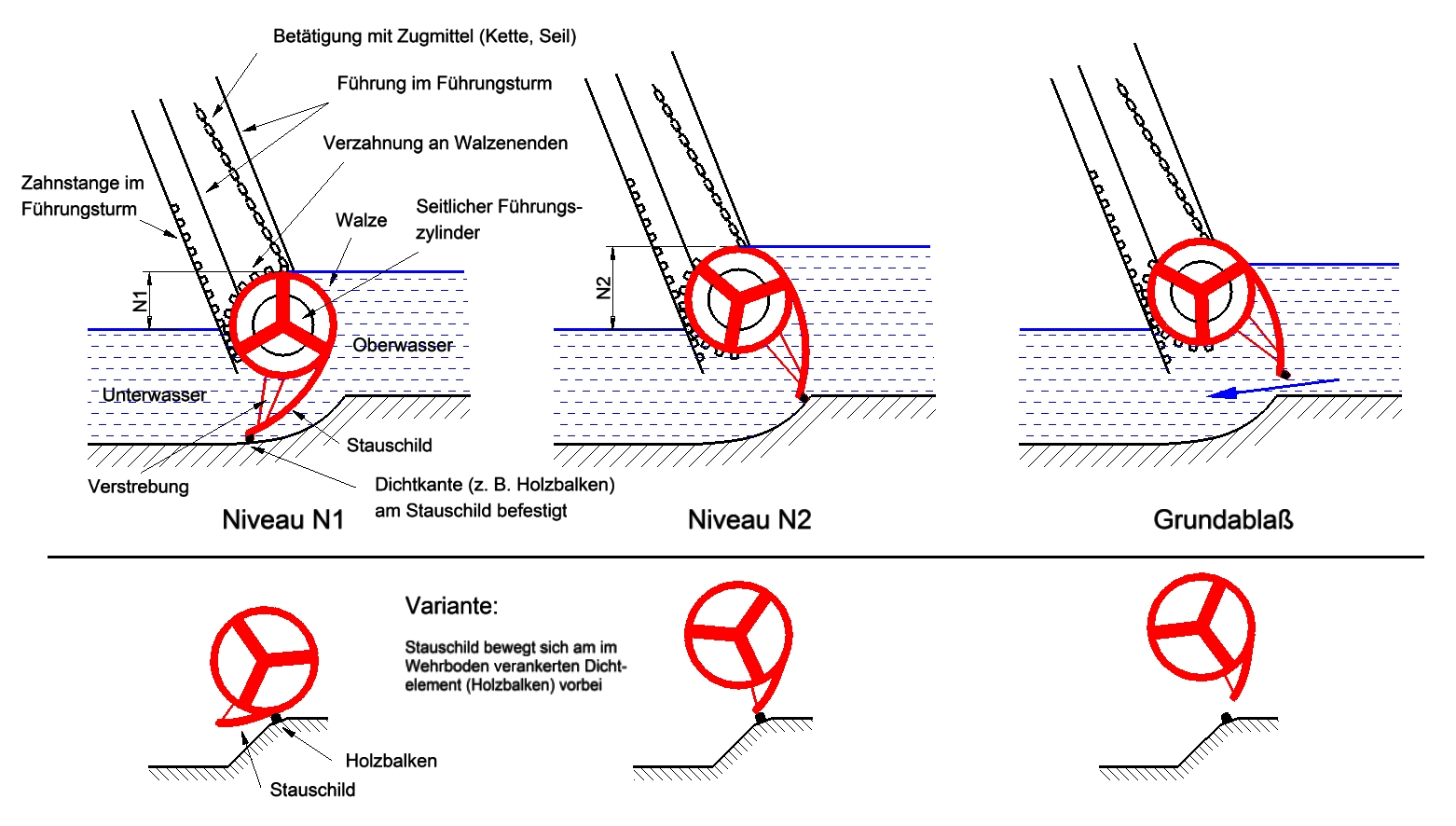
Prinzip eines Walzenwehrs mit einstellbarem Niveau

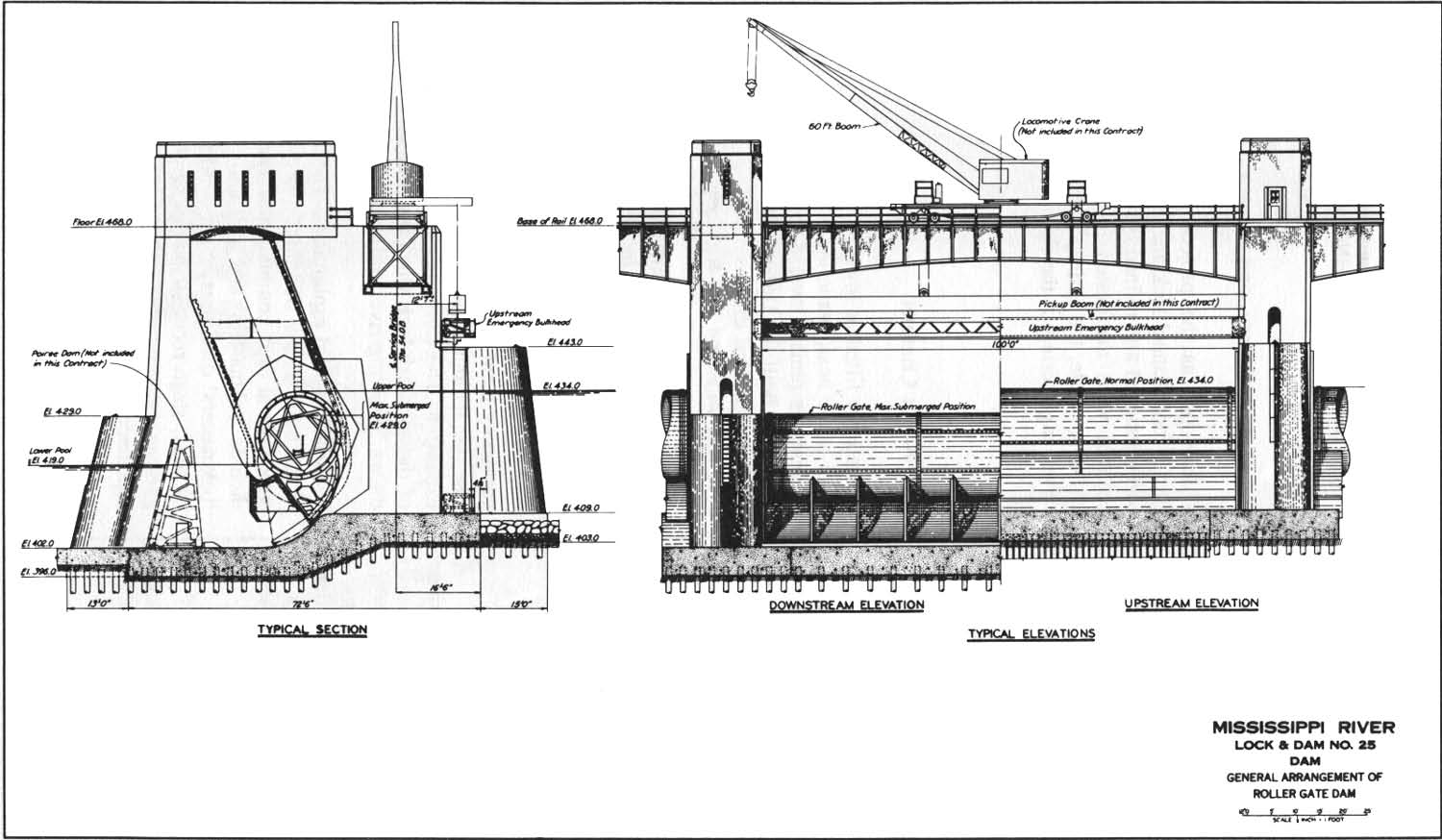
Konstruktionszeichnung von 1937 des Walzenwehrs am Mississippi River

Ein Walzenwehr ist ein bewegliches Wehr. Als Verschluss wird eine Walze eingesetzt, die horizontal über die gesamte Durchflussbreite reicht und sich zur Höhenverstellung formschlüssig (Verzahnung) auf schiefen Ebenen in seitlichen Wehrpfeilern (Führungstürme)  wälzen lässt. An ihrer Unterseite befindet sich ein mitrotierender Stauschild, der den Bereich unterhalb der Walze abdichtet. Der Wehrgrund ist als Hohlkehle ausgeführt, damit der Stauschild in jeder Stellung abdichten kann. Wird die Walze über die Hohlkehle hinaus angehoben, kommt es zum Grundablass: das Oberwasser fließt unter dem Stauschild ab.

## Geschichte
Die Technik des Walzenwehrs wurde vom deutschen Ingenieur Max Carstanjen (1856–1934) als Grundablass für eine neue Wehranlage am Main in Schweinfurt entwickelt und durch die Maschinenfabrik Augsburg-Nürnberg (MAN) patentiert. Ein Walzenwehr-Prototyp wurde 1902 in Schweinfurt an einem Main-Nebenarm zwischen der Maininsel Bleichrasen und der Böckleinsinsel in Betrieb genommen. Etwa 100 Meter nordwestlich davon, im Main-Hauptarm, wurde 1903 ein großes Walzenwehr mit einer 35 Meter langen Walze errichtet, das bis 1963 in Betrieb war. Es gilt als erstes Walzenwehr der Welt, da das Wehr von 1902 nur als Prototyp angesehen wird.

## Technik

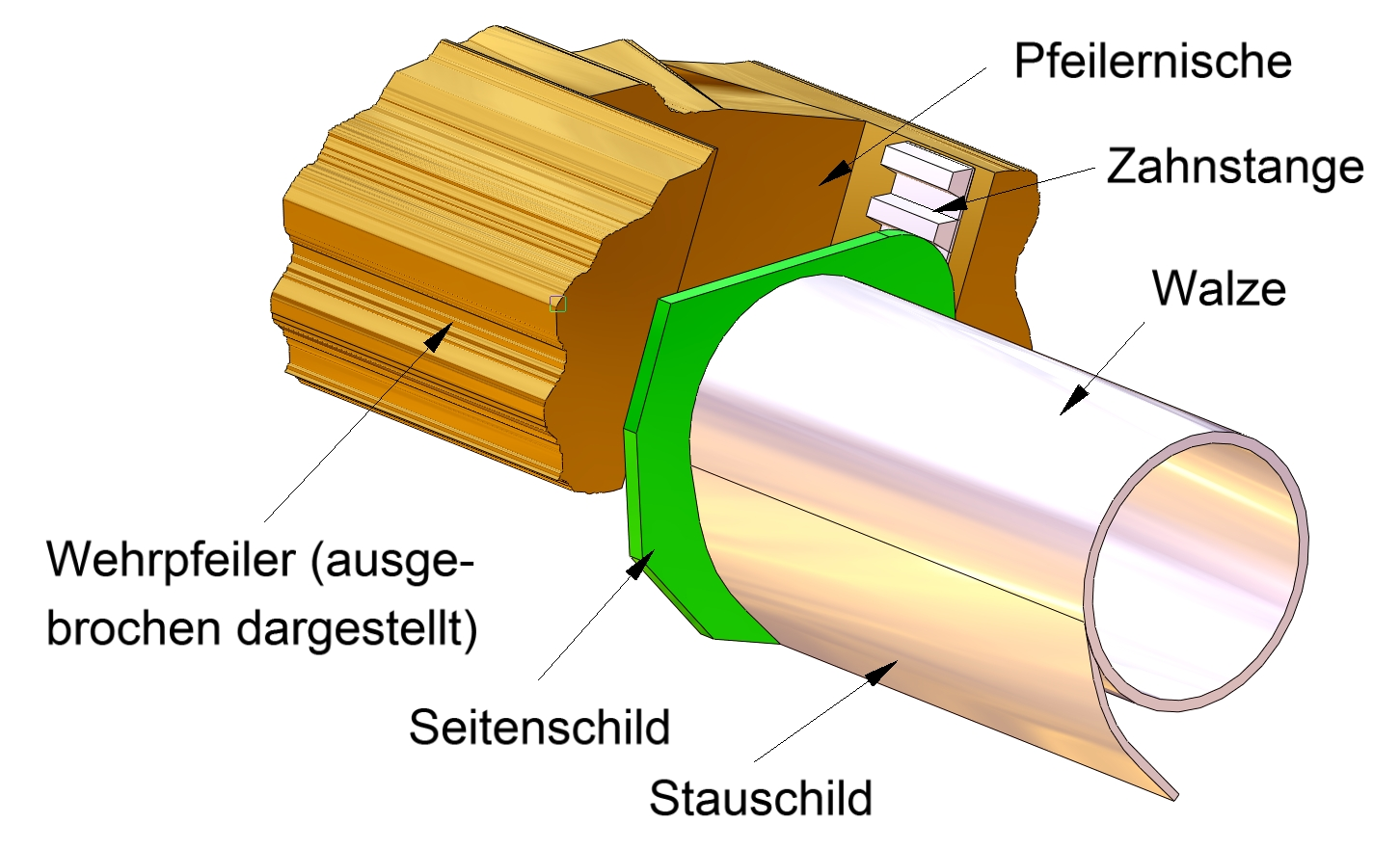
Walzenwehr mit Seitenschild

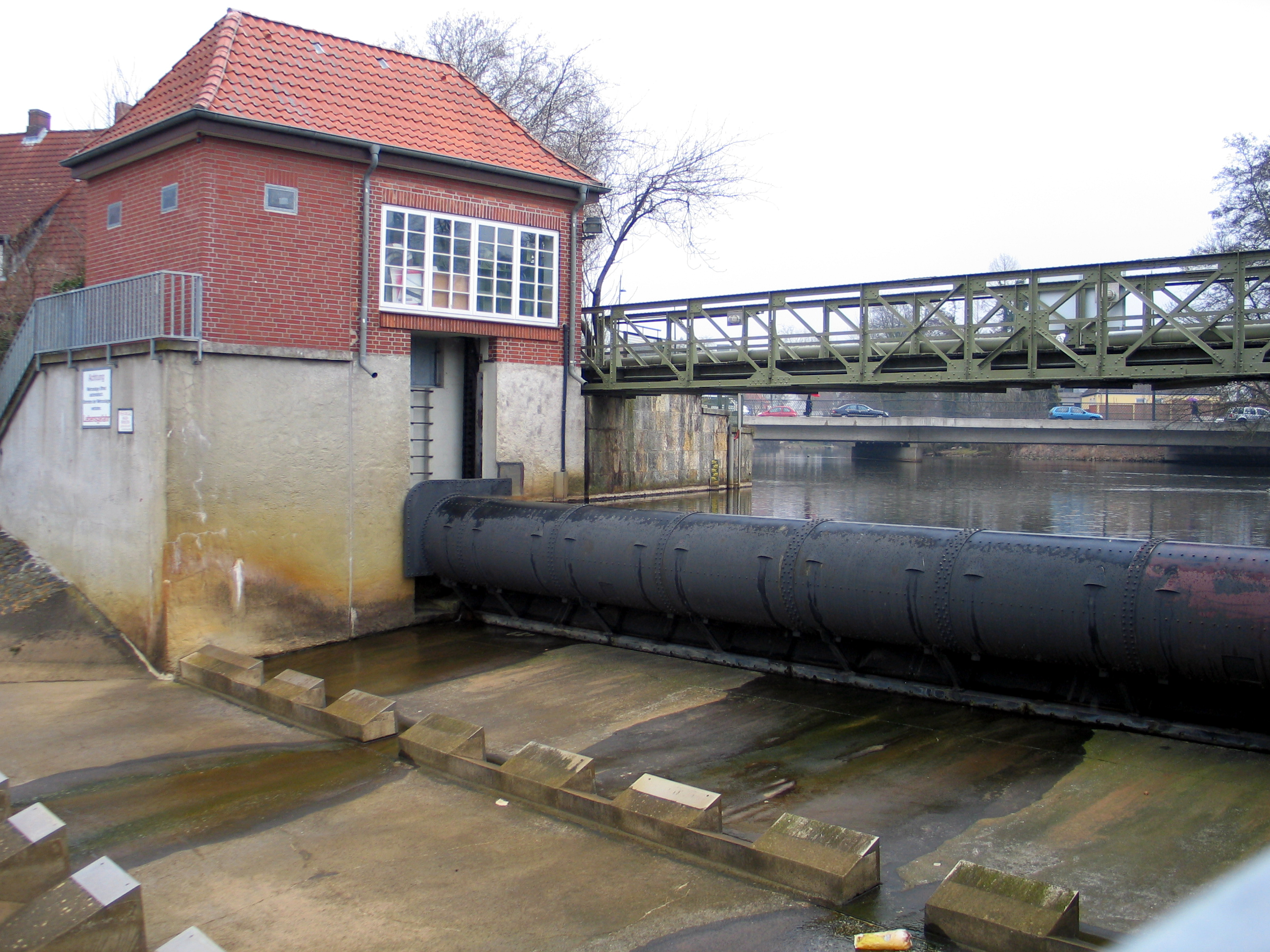
Walzenwehr mit Seitenschild (Wehrpfeilernische und Walzenführung senkrecht)

Das Wehr besteht, je nach Breite des Gewässers, aus zwei oder mehr Wehrpfeilern, in deren Flanken die zylindrischen Hohlwalzen linear geführt und höhenverstell- und drehbar gelagert sind. Mittels eines Kettenantriebs (oder Seilantriebs) kann die Walze bewegt werden. Die Walzendrehung wird durch eine seitliche Walzenverzahnung, die in eine im Wehrpfeiler angeordnete Zahnstange eingreift, erzwungen. Die Führungen sind üblicherweise geneigt ausgeführt, um die Betätigungskräfte zu verringern. Außerhalb der Führung (also über die gesamte Gewässerbreite zwischen den Wehrpfeilern) sind die Walzen mit einem sogenannten Stauschild versehen, an dem ein Dichtelement (meist Holzbalken) befestigt ist. Die Dichtung bewegt sich bei Betätigung des Wehrs auf einer Zykloidenbahn (Abwälzen eines Zylinders auf einer Ebene). Das Profil der Hohlkehle im Wehrgrund entspricht dieser Zykloidenbahn, so dass in jeder Walzenstellung die Dichtigkeit gewährleistet ist. Durch Absenken oder Anheben der Walze bei gleichzeitigem (durch die Verzahnung erzwungenem) Drehen wird der Stau des Oberwassers und der Wasserdurchfluss über und unter dem Wehrverschluss geregelt.
Die Walzen sind verschiedentlich mit Seitenschilden versehen, um sie gegenüber dem Wehrpfeiler abzudichten. Die Schilde tragen dazu meist elastische Dichtungen, die so geformt sind, dass sie vom Druck des Oberwassers an die Wehrpfeilerwand angepresst werden.

## Leistungsfähigkeit
Im Gegensatz zu den (veralteten) Nadelwehren sind Walzenwehre deutlich einfacher zu bedienen und wesentlich leistungsfähiger. Sie können einem höheren Wasserdruck standhalten und so einen höheren Stau – somit auch eine größere Wassertiefe – erzeugen, was gegebenenfalls auch größere Abstände der Staustufen ermöglicht. Nachteilig gegenüber anderen Konstruktionsprinzipien wie z. B. Trommelwehren oder Sektorwehren ist, dass ein Antrieb erforderlich ist und für den Bau  der Wehrpfeiler (Führungstürme) ein hoher Aufwand getrieben werden muss.
Beim Ausbau der Wasserstraßen seit den 1920er Jahren wurden die Staustufen zunehmend mit Walzenwehren ausgestattet. Walzenverschlüsse sind heute auf Wasserstraßen die meistverwendeten, stehen aber  neuerdings in Konkurrenz zu Schlauchwehren.
Über das weltweit größte Walzenwehr verfügt die Anlage Lock and Dam No. 15 in Rock Island im US-amerikanischen Bundesstaat Illinois.

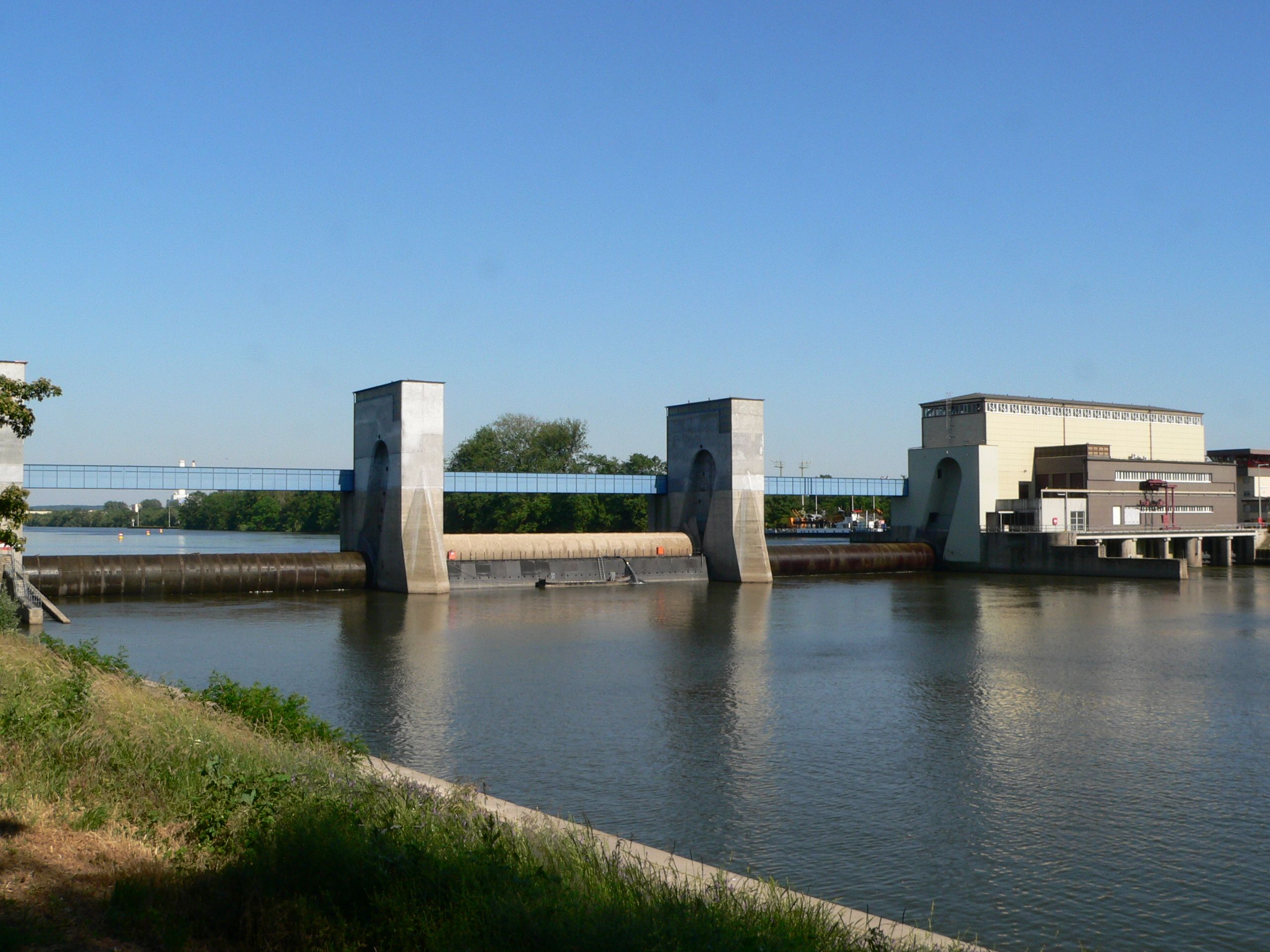
Ein dreiteiliges Walzenwehr: Die Staustufe Griesheim in Frankfurt am Main
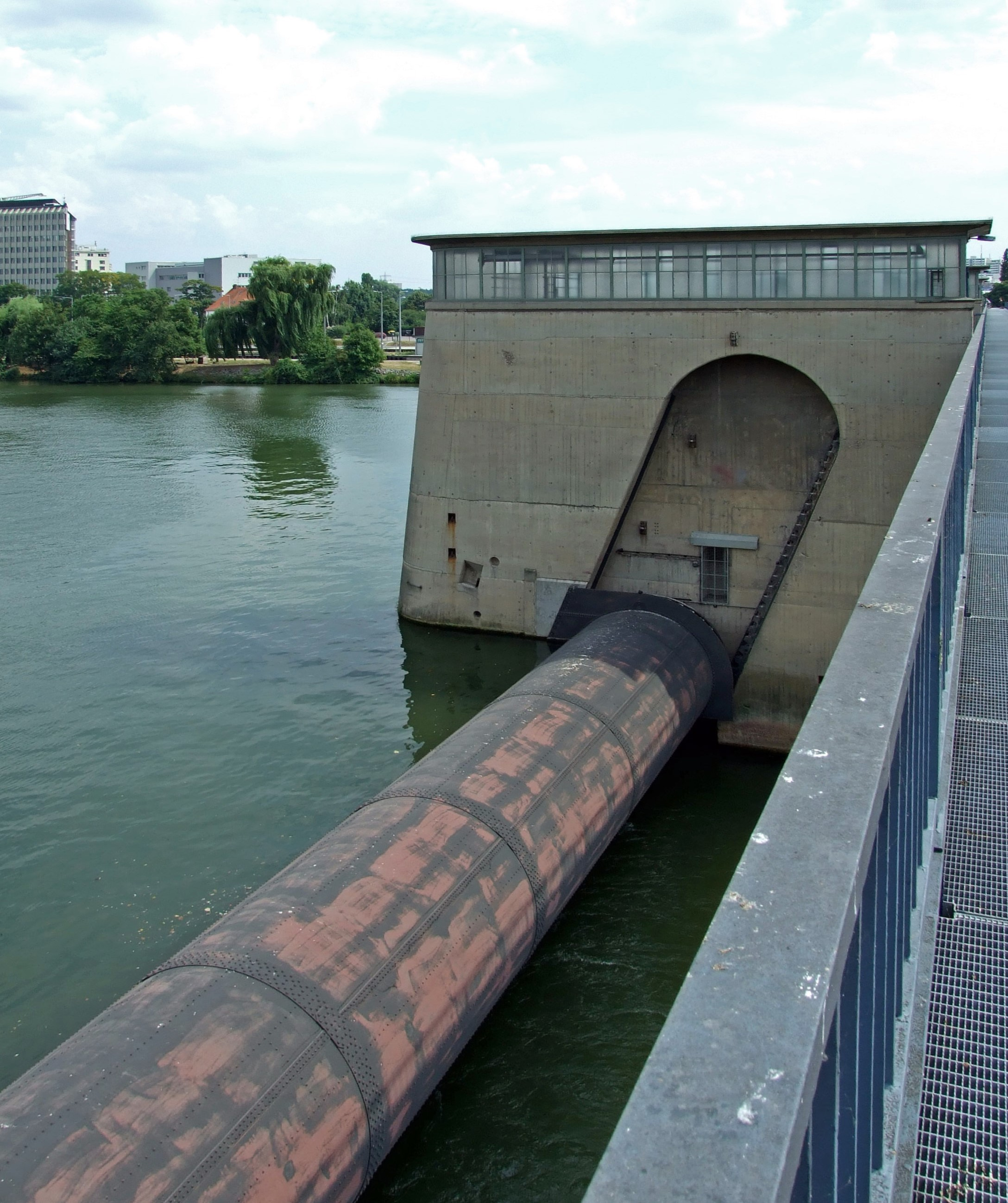
Wehrpfeiler mit Walzen-aufhängung an der Staustufe Offenbach, am Main
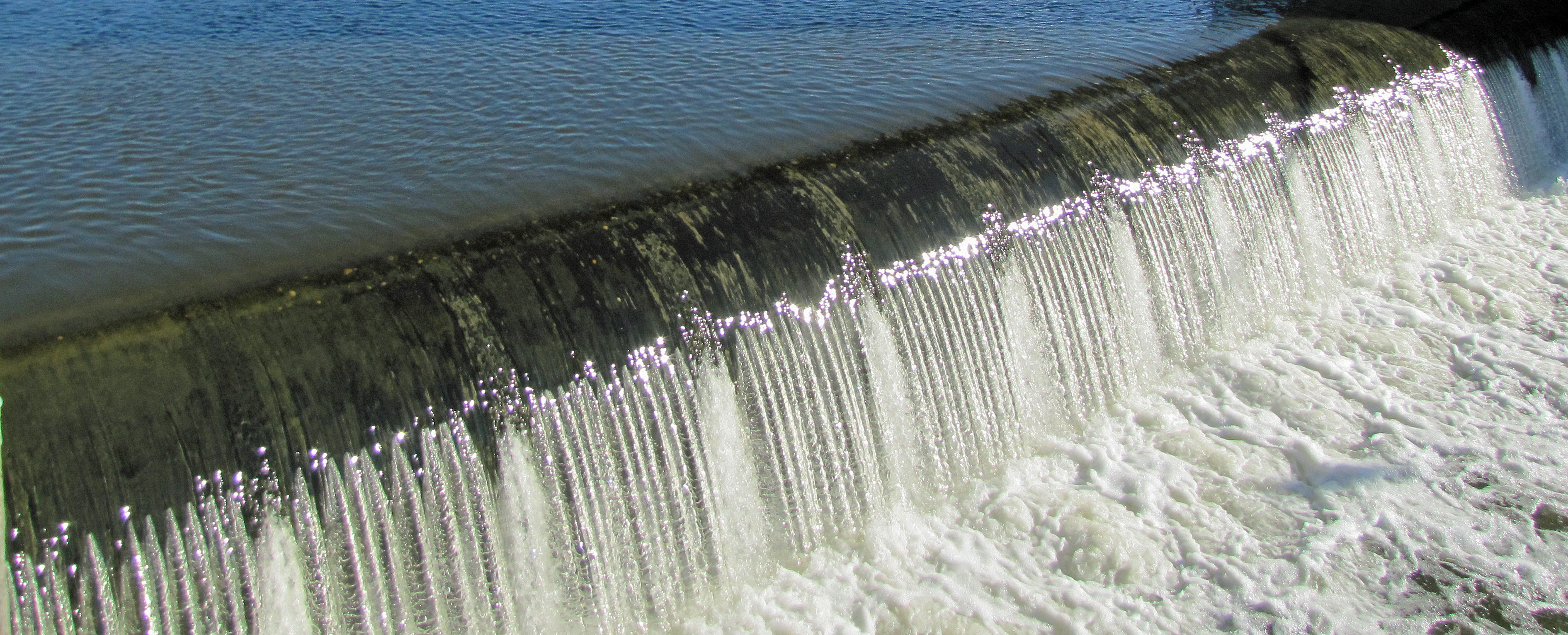
Staustufen-Walzenwehr an der Staustufe Kostheim, am Main
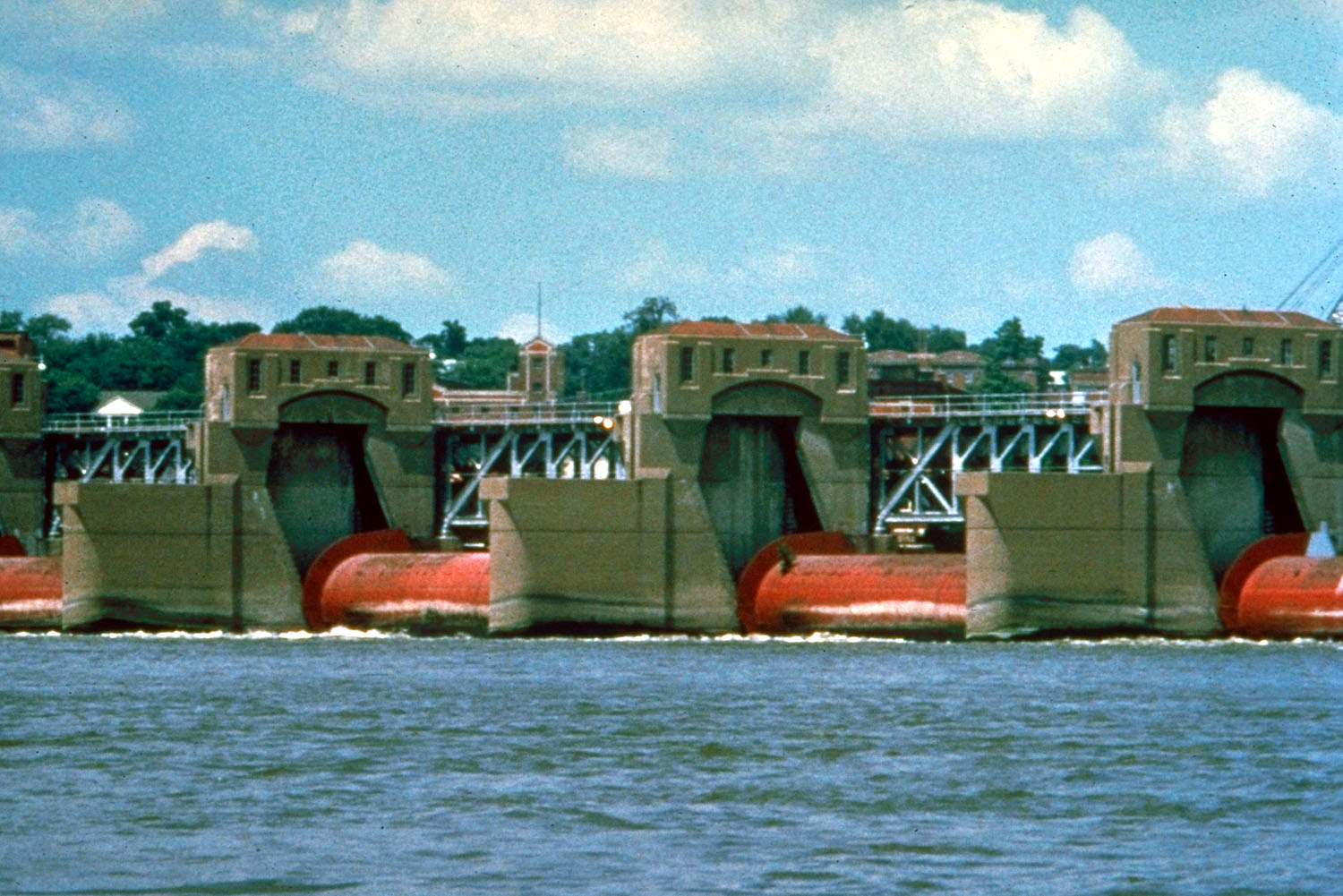
Das weltgrößte Walzenwehr in Rock Island (Illinois). Die Walzen sind mit Seitenschilden zur Abdichtung versehen.